# Ядерна енергетика Тайваню
Ядерна енергетика Тайваню налічує 2945 MWe потужностей на 1 активній станції з 2 реакторами. У 2015 році, до закриття 3 реакторів, вона становила близько 8.1% національного енергетичного споживання, та 19% електричної генерації. Основною технологією реакторів були киплячі водяні реактори General Electric для 2 станцій та реактори з водою під тиском Westinghouse для станції Мааншан. Для будівництва станції Лунмень використовували технології ABWR, але вона зазнавала спротиву громадської думки та мала певні затримки, тож у квітні 2014 року уряд вирішив припинити будівництво.
Через острів проходять активні сейсмічні розломи, і антиатомні екологи стверджують, що Тайвань не підходить для атомних станцій. У звіті 2011 року Ради захисту природних ресурсів, згідно з даними Глобальної програми оцінки сейсмічної небезпеки, всі реактори Тайваню були віднесені до групи найвищого ризику з 12 реакторами із дуже високим рівнем ризику сейсмонебезпечної зони разом із деякими японськими реакторами.
Вибори 2016 року виграв уряд із заявленою політикою, яка включала поступове припинення виробництва атомної енергії. На референдумі у 2018 році мешканці проголосували за збереження атомної енергетики; однак у січні 2019 року уряд заявив, що не буде продовження терміну експлуатації існуючих станцій або перезапуску будівництва АЕС. Ще один референдум наприкінці 2021 року, на якому пропонувалося відновити будівництво атомної електростанції в Лунмені, було відхилено. Результат узгоджується з поточною політикою уряду.

## Перелік реакторів
| Назва     | Блок №. | Реактор | Реактор       | Статус       | Чиста потужність (MW) | Початок будівництва | Комерційне використання | Закриття        |
| Назва     | Блок №. | Тип     | Модель        | Статус       | Чиста потужність (MW) | Початок будівництва | Комерційне використання | Закриття        |
| --------- | ------- | ------- | ------------- | ------------ | --------------------- | ------------------- | ----------------------- | --------------- |
| Цзіньшань | 1       | BWR     | BWR-4         | Відключено   | 636                   | 2 червня 1972       | 10 грудня 1978          | 3 жовтня 2018   |
| Цзіньшань | 2       | BWR     | BWR-4         | Відключено   | 636                   | 7 грудня 1973       | 15 липня 1979           | 3 жовтня 2018   |
| Куошен    | 1       | BWR     | BWR-6         | Відключено   | 985                   | 19 листопада 1975   | 28 грудня 1981          | 1 липня 2021    |
| Куошен    | 2       | BWR     | BWR-6         | Відключено   | 985                   | 15 березня 1976     | 16 березня 1983         | 15 березня 2023 |
| Лунмень   | 1       | BWR     | ABWR          | Незавершений | 1350                  | 31 березня 1999     |                         | 2014            |
| Лунмень   | 2       | BWR     | ABWR          | Незавершений | 1350                  | 30 серпня 1999      |                         | 2014            |
| Мааншан   | 1       | PWR     | WH 312 3-loop | Відключено   | 951                   | 21 серпня 1978      | 27 липня 1984           | 27 липня 2024   |
| Мааншан   | 2       | PWR     | WH 312 3-loop | Функціонує   | 951                   | 21 лютого 1979      | 18 травня 1985          |                 |

## Зовнішні посилання
- Nuclear Power in Taiwan
- Work starts on Taiwanese fuel storage facility